# Episodi di Detective Conan (ventitreesima stagione)
Questa è una lista degli episodi della ventitreesima stagione della serie anime Detective Conan.